# Real Caldas FS

El Club Real Caldas FS es un equipo Colombiano de fútbol de salón cuya sede es la ciudad de Manizales, Caldas. Fundado en 2010, no es, si no hasta el 2012 cuando inicia su participación en el torneo profesional de microfútbol de Colombia,  organizada por la Division Nacional de Fútbol de Salón y la Federación Colombiana de Fútbol de Salón, en reemplazo de Cuervos de Caldas.